# Bastaträsket (Nederluleå socken, Norrbotten)
Bastaträsket är en sjö i Luleå kommun i Norrbotten och ingår i Altersundet-Luleälvens kustområde.